# Риддерский район
Ри́ддерский райо́н — административно-территориальная единица в составе Казахской АССР, существовавшая в 1928–1931 годах.

## История
Риддерский район Семипалатинского округа с центром в рабочем посёлке Риддер был образован 17 января 1928 года из Риддерской, частей Красно-Октябрьской и Тарханской волостей Усть-Каменогорского уезда Семипалатинской губернии (утверждено ВЦИК 3 сентября 1928 года). В его состав вошло 10 сельсоветов: Александровский, Бутаковский, Запорожско-Убовский, Зимовский, Орловский, Пихтовский, Попереченский, Риддерский, Стреженский, Черемшанский.
17 декабря 1930 года на основании постановления ВЦИК от 23 июля 1930 года окружное деление в Казахской АССР было ликвидировано, Риддерский район перешёл непосредственно в республиканское подчинение.
Постановлением Президиума ЦИК Казахской АССР от 11 сентября 1931 года в состав Усть-Каменогорского района переданы Глубоковский, Черногорский сельсоветы.
27 декабря 1931 года Риддерский район ликвидирован (утверждено ЦИК Казахской АССР 1 января 1932 года), Риддер выделен в самостоятельную административно-территориальную единицу, остальная территория района распределена между Усть-Каменогорским и Шемонаихинским районами.